# Кларсфельд, Серж
Серж Кларсфельд (фр. Serge Klarsfeld, род. 17 сентября 1935 года, Бухарест) — французский адвокат и историк, известный охотник за нацистами.

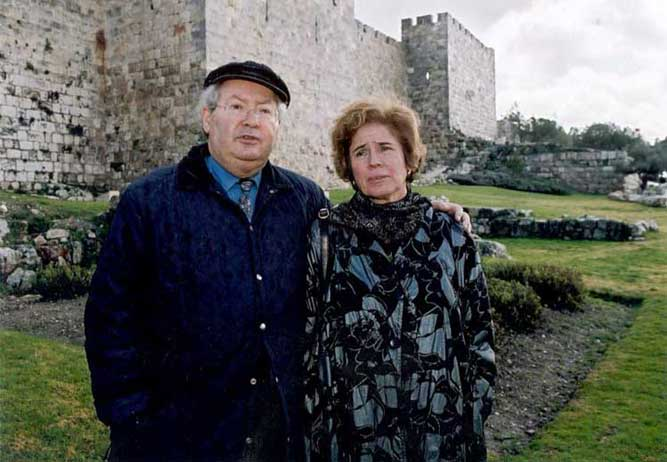
Серж Кларсфельд с женой Беатой, 2007 год

## Биография
Родители Сержа Кларсфельда, Раиса и Арно, перебрались в Париж на учёбу в 1928 году; мать происходила из Бессарабии, отец из Румынии. После вторжения немцев им удалось бежать в неокупированную часть Франции. В Ницце Серж чудом избежал смерти при одной из облав под командованием Алоиса Бруннера. Он, его мать и его сестра Татьяна спрятались в стене, а отец остался в квартире, чтобы привлечь внимание нацистов на себя. Отец был арестован, депортирован и впоследствии убит в концентрационном лагере в Освенциме.
После войны Серж Кларсфельд поступил в Сорбонну, где изучал историю. После этого Кларсфельд изучал политику и обрёл учёную степень доктора наук. В 1963 году женился на Беате Кюнцель, а 27 августа 1965 у Кларсфельдов родился сын Арно-Давид (Arno Klarsfeld), ставший впоследствии известным адвокатом и советником французского президента Николя Саркози. В 1973 году в семье рождается дочь Лида-Мириам.

## Деятельность в отношении нацистских преступников
В 1979 году Серж и его жена Беата основали «Ассоциацию сыновей и дочерей депортированных евреев Франции» (фр. «Association des fils et filles des déportés juifs de France»). Вместе им удалось представить суду таких преступников, как Клаус Барби, Рене Буске, Жан Легуа, Морис Папон, Поль Тувье, Курт Лишка, Эрнст Хайнрихзон и Герберт Хаген а также найти Алоиса Бруннера.

## В культуре
В телефильме «Охотник за нацистами: История Беаты Кларсфелд» (США/Франция, 1986 год) роль Сержа Кларсфельда играет актёр Том Конти. 
В фильме La Traque (Франция, 2008 год, режиссёр Лорен Жауи), показывающем поиски Клауса Барби, роль Сержа Кларсфельда играет Иван Атталь.

## Премии и награды
- 1984 — кавалер ордена Почётного легиона[2]
- 1989 — офицер ордена «За заслуги»[3]
- 1999 — офицер ордена Почётного легиона[2]
- 2009 — командор ордена Почётного легиона[4]
- 2013 — великий офицер ордена Почётного легиона[5]
- 2015 — офицер ордена «За заслуги перед Федеративной Республикой Германия» (Германия)[6].
- 2018 — большой крест ордена «За заслуги»[3]
- 2022 — большой крест ордена Почётного легиона[7]
- 2022 — великий офицер ордена Гримальди (Монако)[8]
- Премия Фонда имени З. Жаботинского
- Премия Французского еврейства